# Ø Bakker
Ø Bakker er et naturområde i Nørreådalen mellem Viborg og Randers, ca. 12 kilometer øst for Viborg.
Ø Bakker skyder sig op som en "ø" mellem to engarealer ud mod Nørreådalen. Det ligger som en naturskabt ø omgivet af Nørreåens naturlige løb. Hovedsagelig den østlige del er landbrug, mens den vestlige del er et fredet, lyngklædt og meget kuperet terræn. Det højeste punkt er 53 m.o.h., og herfra er der en storslået udsigt over den brede Nørreådal til Viskum Skov mod syd. 
Ø var i stenalderen en ø i den fjord, som udfyldte Nørreådalen og gik fra Randers Fjord og næsten ind til Viborg. Det langstrakte bakkedrag  undgik af uransagelige årsager at blive borteroderet af efteristidens smeltevandsfloder.

## Naturfredning
Et cirka 285 hektar stort område blev fredet i 1975.
Der er adgang til området fra flere parkeringspladser, og markerede naturstier fører gennem det fredede område. Vegetationen er rig på typiske hedeplanter: birk, pors, enebær, blåbær, mosebølle, tyttebær, revling, ulvefod og guldblomme.
Området er tilholdssted for mange arter af sommerfugle , guldsmede og andre insekter.
Midt i det fredede område findes en stor granitsten, en vandreblok, hvoraf den største del er skjult i jorden. Da den oprindelige græsning af området ophørte, begyndte heden at gro til med træer og buske. For at bevare det markante landskab, er heden i dag indhegnet og bliver afgræsset af får.
Et gammelt sagn fortæller, at Kong Dan (der formentlig også gik under navnet Halvdan den Gamle, Danmarks første konge omkring år 300-400, og ham som landet er opkaldt efter) skulle ligge begravet i Ø Bakker i fuld udrustning.
På Ø ligger den lille landsby Øby.
Ø er det korteste registrerede stednavn i Danmark.

## Natura 2000
Ø Bakker er ved en lille tarm vest for Fussing Sø sammenhængende med og en del af Natura 2000-område nr. 30 Lovns Bredning, Hjarbæk Fjord og Skals Ådal, der fortsætter i Nørrådalen  mod vest til Rindsholm. 

## Eksterne kilder og henvisninger
1. ↑  Om fredningen  på fredninger.dk
2. ↑  Fredningskendelse

56°27′29″N 9°37′52″Ø / 56.458°N 9.631°Ø